# Marea Moartă
Marea Moartă, în ebraică (ים המלח) Yam HaMelach, respectiv în arabă „Marea Moartă“ (بحر الميّت) - Bahr al Meyt, este un lac (mare închisă) fără legătură cu oceanul planetar. Apa sărată este adunată aici în depresiunea Iordanului care este continuarea nordică a „Marelui rift sau Marea falie Siro-Africană”. Singura apă curgătoare care o alimentează este râul Iordan, care este granița naturală dintre Israel, Cisiordania și Iordania, iar iarna, în anotimpul ploios, o parte din șuvoaiele de apă care se adună din deșertul înconjurător se scurg tot aici.
Marea Moartă are oglinda apei la 427 m sub nivelul mării, țărmul înconjurător fiind astfel terenul uscat cu altitudinea cea mai joasă de pe glob, marea deținând de asemenea recordul corpului de apă cel mai jos de pe pământ. Nivelul apei scade în fiecare an cu aproximativ un metru, un proces care accelerează, existând pericolul de secare a mării.
Conținutul total de săruri, adică salinitatea apei, a ajuns în 2011 la 34.2%, acesta fiind unul din cele mai sărate corpuri de apă din lume, de 9.6 ori mai sărat decât oceanul planetar. Conținutul extrem de săruri este foarte neprielnic vieții și de aici numele de Marea Moartă.
Alte recorduri: este corpul de apă cu cea mai mare concentrație de brom din lume și lacul hipersalin cel mai adânc de pe pământ (306 metri).

## Istorie
Numele de „Marea Moartă” este atribuită lui Hieronymus (secolul IV). Înainte era numită „Marea de sare” sau „Marea de asfalt” (existând aici câteva surse care emană asfalt).
Numele de „Marea Moartă” nu este deloc exagerat: salinitatea ridicată face viața în apă foarte dificilă. Denumirea de „Marea Moartă” a fost dată de grecul Pausanias care a cercetat-o.
În grotele care se află în nord-vestul mării în apropierea așezării Qumran, între anii 1947-1956 au fost găsite Manuscrisele de la Marea Moartă. Circa 900 de manuscrise, în limbile ebraică, greacă și arameică, au fost considerate de specialiști dovada aplicării legii lui Moise de către grupul de credință iudaică eseniană în secolul al II-lea î.e.n. Primele 500 de tăblițe de la Qumran au fost descoperite de către un beduin, în mod întâmplător. Astăzi manuscrisele pot fi văzute în două muzee din Ierusalim: Muzeul Rockefeller și Muzeul Național.
Săpăturile arheologice întreprinse după anul 2005 de o echipă de cercetători de la „Trinity Southwest University“ din Albuquerque (USA) au descoperit la Tall El-Hammam (la cȃțiva km nord de Marea Moartă, în Iordania) o veche așezare din Epoca Bronzului, considerată a fi biblica Sodoma. Distrugerea ei s-ar fi datorat exploziei în aer a unui asteroid de genul celor din Tunguska în 1908 și Celiabinsk în 2013.

## Geografie

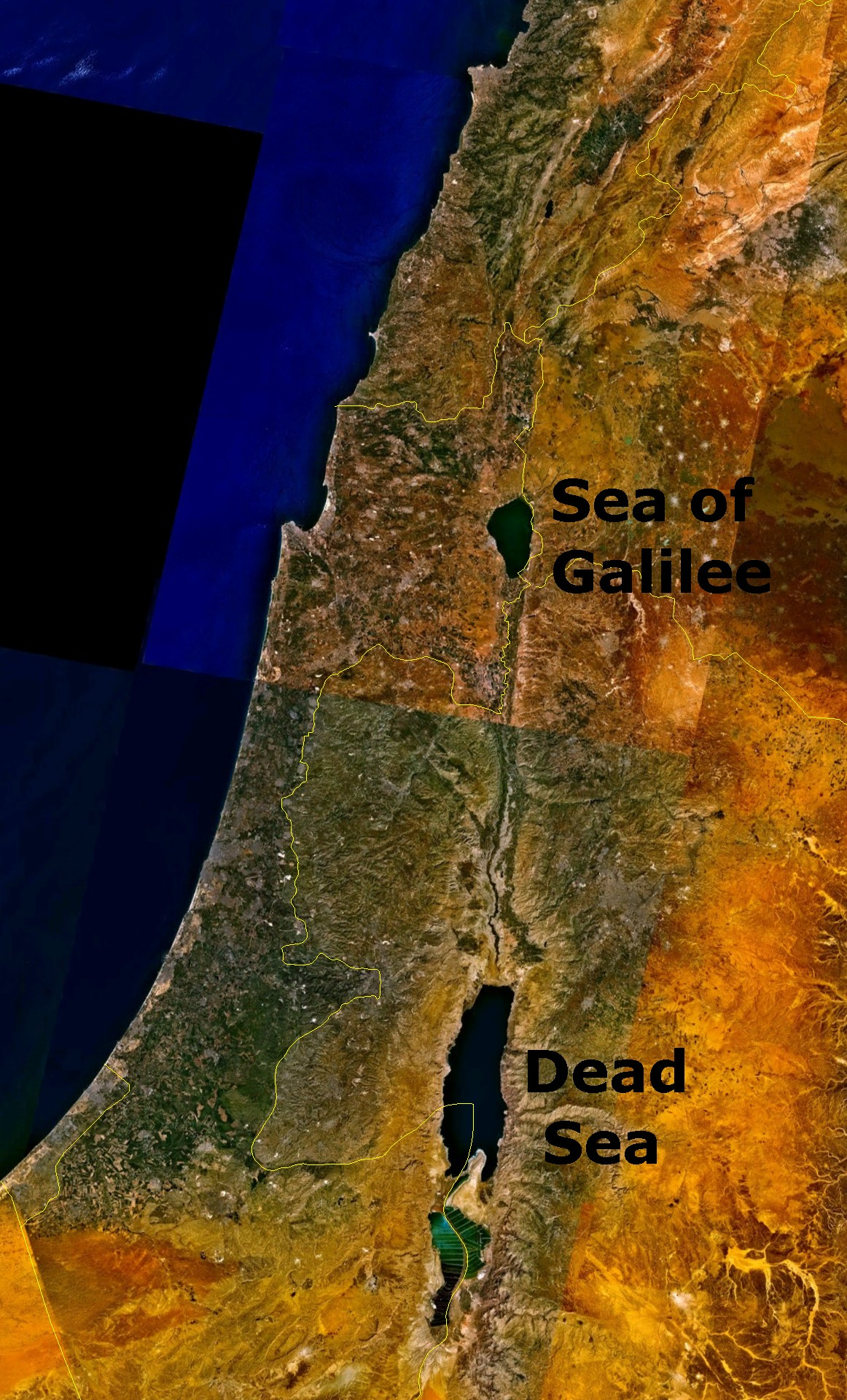
Marea Moartă și regiunile înconjurătoare.Fotografie din satelit

- Coordonate: long. estică 31°29′27", lat. nordică 35°28′47"
- Marea Moartă are suprafață de 600 km², lungimea de 50 km și o lățime maximă de 15 km.
- Conține apă sărată adunată într-o depresiune joasă. Această porțiune a depresiunii Iordanului are oglinda apei la 427 m sub nivelul mării și este continuarea nordică a „Marelui rift sau Marea falie Siro-Africană”.

## Nivelul apei
Nivelul scăzut al apei și salinitatea mare sunt explicate prin evaporarea intensă și aportul scăzut de apă dulce, existând pericolul de secare a mării, nivelul apei scăzând în fiecare an cu un metru, un proces care s-a intensificat.
În anii 1930 marea era alimentată anual cu 1.300 milioane de m³, azi cantitatea de apă fiind de numai 350 milioane de m³ anual. Motivul este că râul Iordan este folosit ca sursă de apă potabilă de către Israel și Iordania, ceea ce duce la scăderea continuă a nivelului apei.

## Conținutul de săruri
Concentrația sărurilor fluctuează în funcție de sezon, adâncime și temperatură dar fiind întotdeauna masivă (peste 30%) determină formarea cristalelor de sare pe țărmul mării. Compoziția sărurilor este foarte diferită de cea a oceanului planetar care conține 85% sare (NaCl). La începutul anilor '80 compoziția sărurilor (după greutate) era de 50.8% MgCl2, 30,4% sare (NaCl), 14.4% CaCl2 și 4.4% KCl. Conținutul de săruri al apei a atins 34,2% în 2011, fața de Marea Mediterană cu 3,8%, oceanele Pacific și Atlantic 3,5% și Marea Neagră care are straturi și zone de salinitate care pot varia între 0,7 și 2,3%. 
Densitatea extremă (1.24 kg/l) fac posibilă plutirea corpului uman în apă fără să fie nevoie de a înota.
Contrar așteptărilor, în apa aceasta sărată pot să trăiască anumite bacterii anaerobe, ca cele care descompun salpetrul, sulful și celuloza. Chiar unele plante, ca de exemplu Halophytele, pot supraviețui în aceste condiții extreme de mediu.

## Turism
Concentrația ridicată de săruri a apei atrage turiștii nu numai pentru distracție (apa sărată menține corpul ca pe o plută la suprafața apei), ci și pentru terapia unor afecțiuni respiratorii sau ale pielii (psoriazis) cu mâl de Marea Moarta; neplăcut este faptul că apa sărată cauzează usturime și dureri dacă pătrunde în ochi sau dacă pielea este rănită, din acest motiv înotul, stropirea altora și scufundatul capului în apă fiind interzise.
Zonă interesantă pentru turism este nu numai marea, ci și regiunea înconjurătoare: Ein Bokek, Neve Zohar, oazele Ein Gedi, Masada, Ierihon, ca și grotele cu manuscriptele vechi de la Qumran - sediul sectei esenienilor. Alte locurile care merită vizitate: Deșertul Iudeei cu numeroase localități biblice, peștera în stâncă de la Qumran , canionul Murabbat, fortăreața Masada.
În partea estică a mării, pe teritoriul Iordaniei, se află peninsula Lisan, unde se află așezările Numeira și Bab Edh Dhra despre care exista speculații că ar fi fost localitățile biblice, acum distruse, Sodoma și Gomora. Aici s-au găsit dovezi vechi (aproximativ din anul 9.500 î.e.n) pentru faptul că locuitorii s-au ocupat cu agricultura .

## Salvarea Mării Moarte

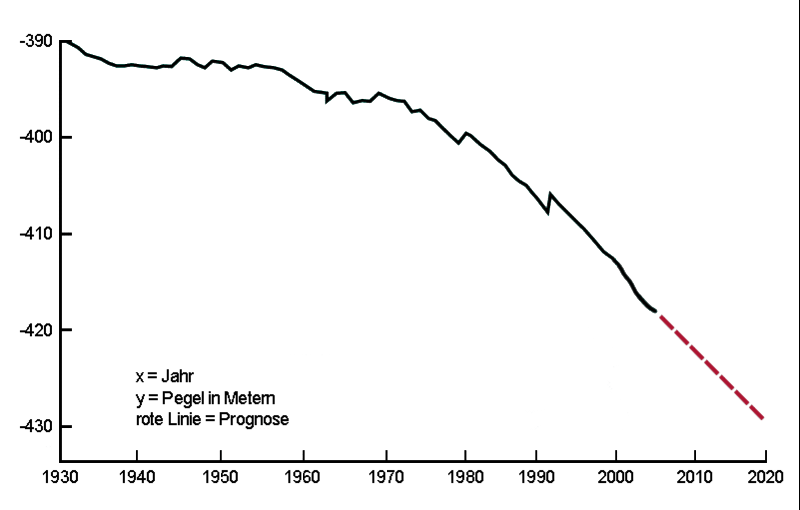
Nivelul apei în anii 1930–2020

Animație: Scăderea apei Mării Moarte între 1960-2007

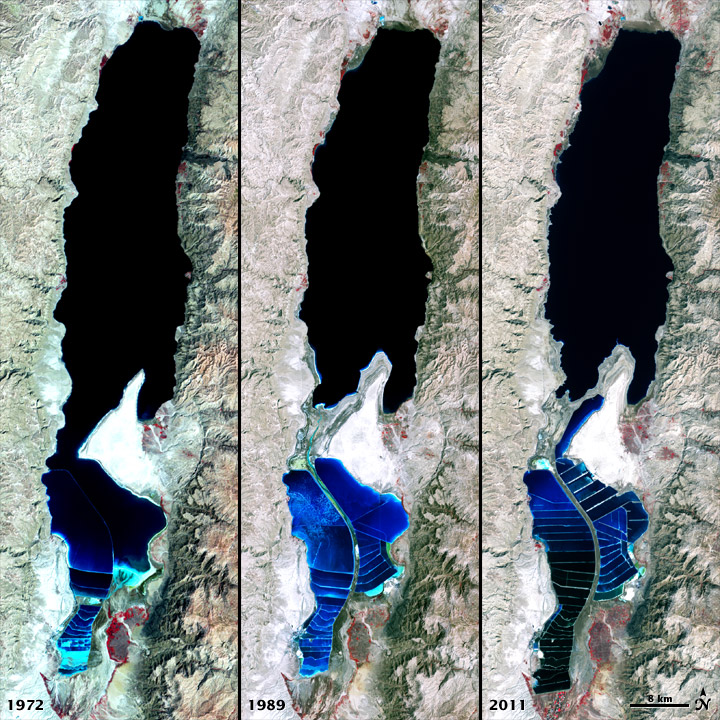
Vederi comparative a nivelului apei în anii 1972, 1989 și 2011

Planurile de salvare a Mării Moarte prevăd săparea unui canal de 300 km lungime până la Marea Roșie, lucrare ce ar necesita 5 miliarde de dolari americani. Acest canal de legătură nu numai că ar salva marea, dar ar fi și o sursă de energie electrică prin căderile de apă de pe parcursul canalului. Riscul acestui plan este însă distrugerea probabilă a atolului de corali din golful Eilat / Akaba de la Marea Roșie, prin pierderea unei cantități mari de apă, iar conținutul ridicat de sare din Marea Moartă amestecată cu apă marină din golf ar putea provoca formarea de ghips.
În 2013 Israel, Iordania și Autoritatea Palestiniană au semnat un acord de construire a unei conducte de 180 km între Marea Roșie și Marea Moartă care se estimează ca va dura 5 ani.

## Galerie

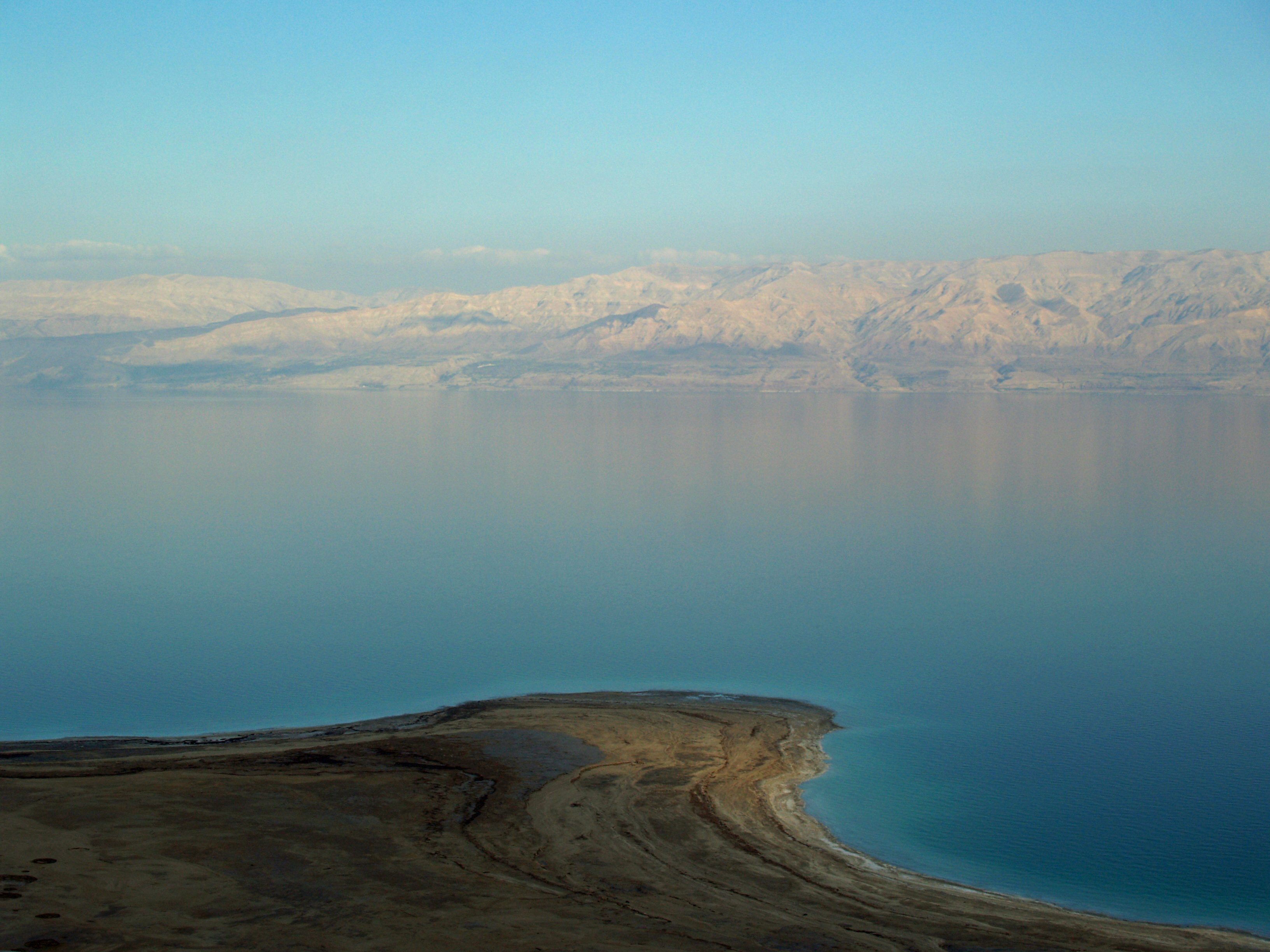
Marea Moartă văzută din Israel
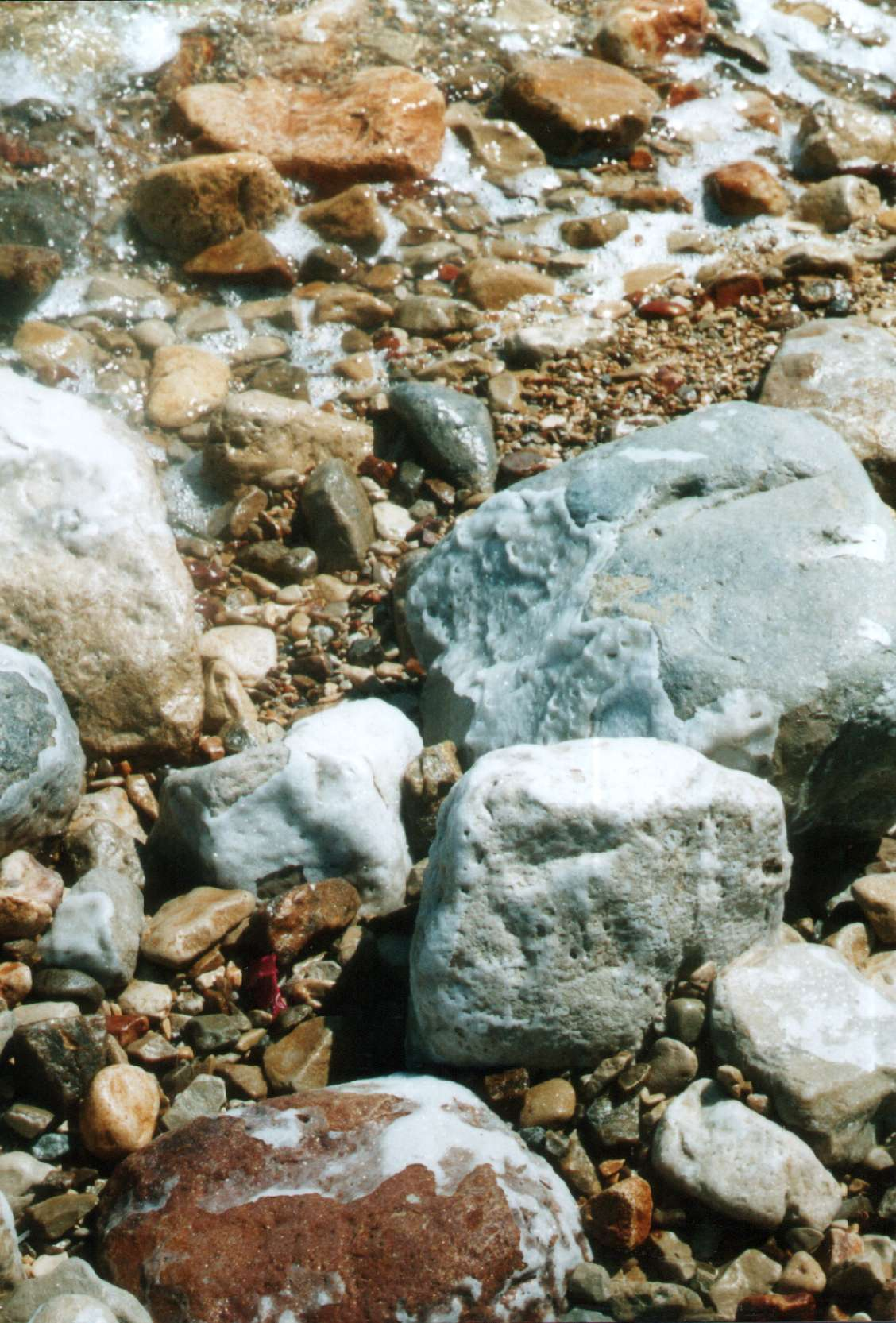
Cruste de sare pe țărmul Mării Moarte
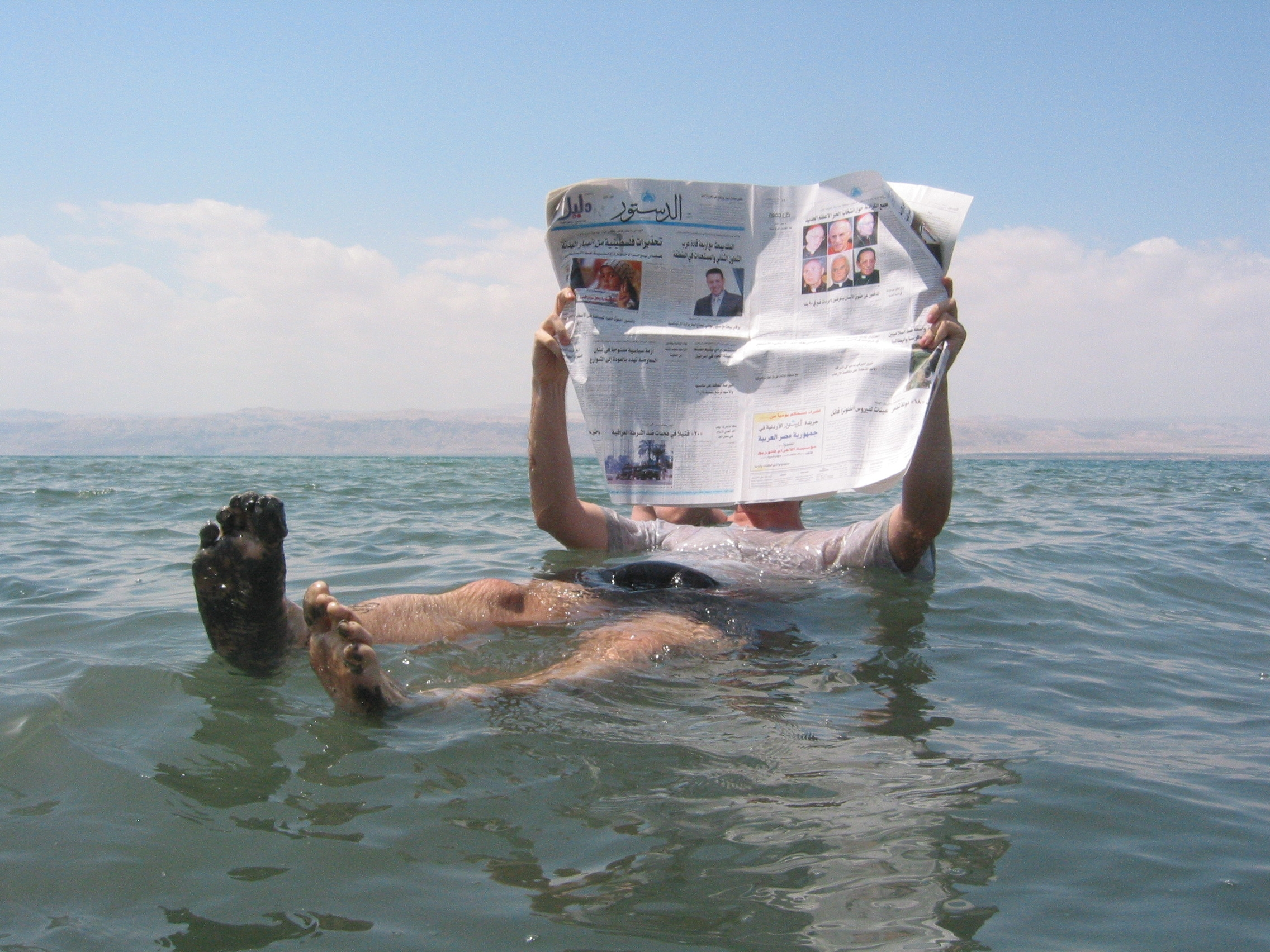
Turist citind un ziar în apa Mării Moarte
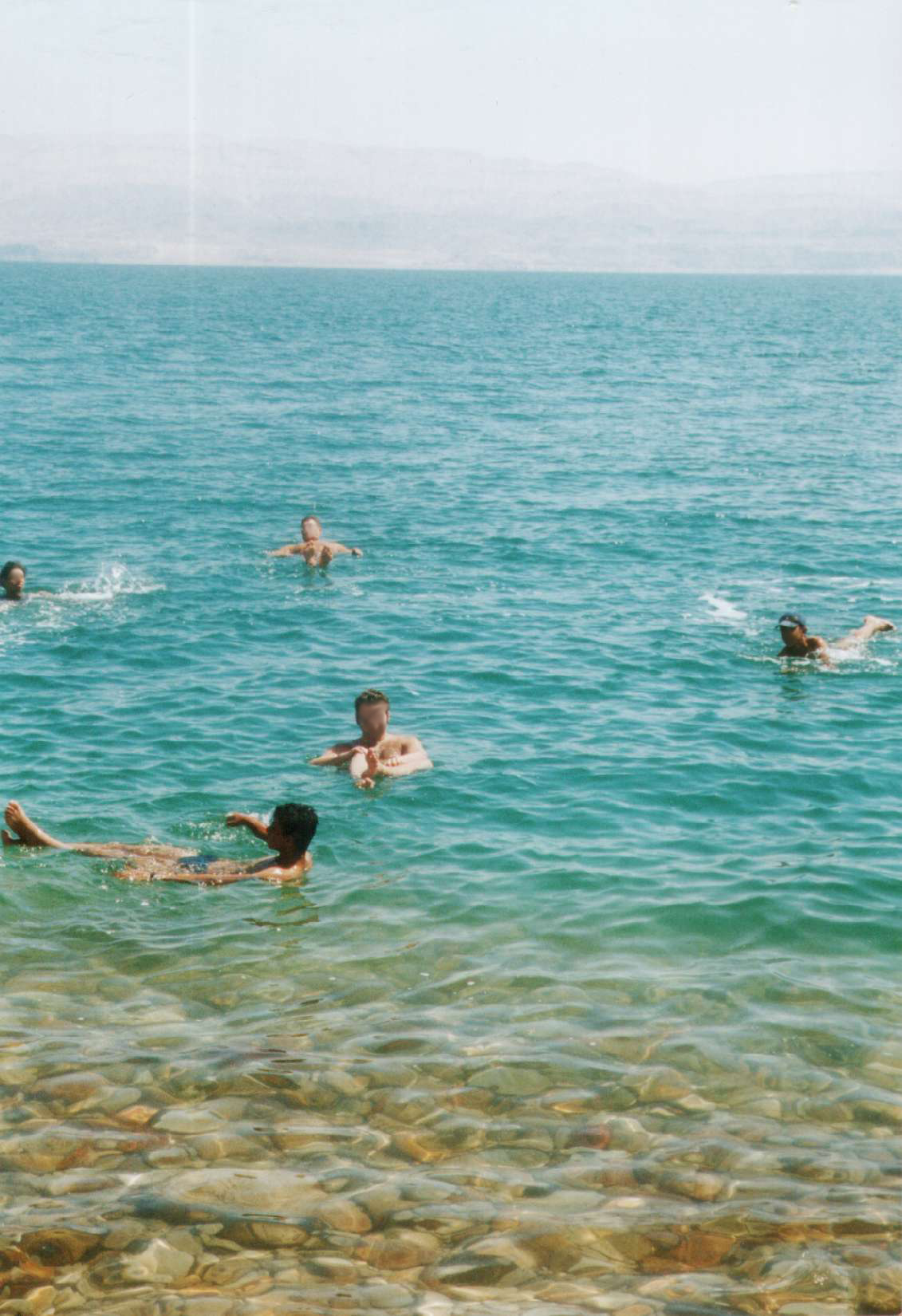
Turiști în Marea Moartă
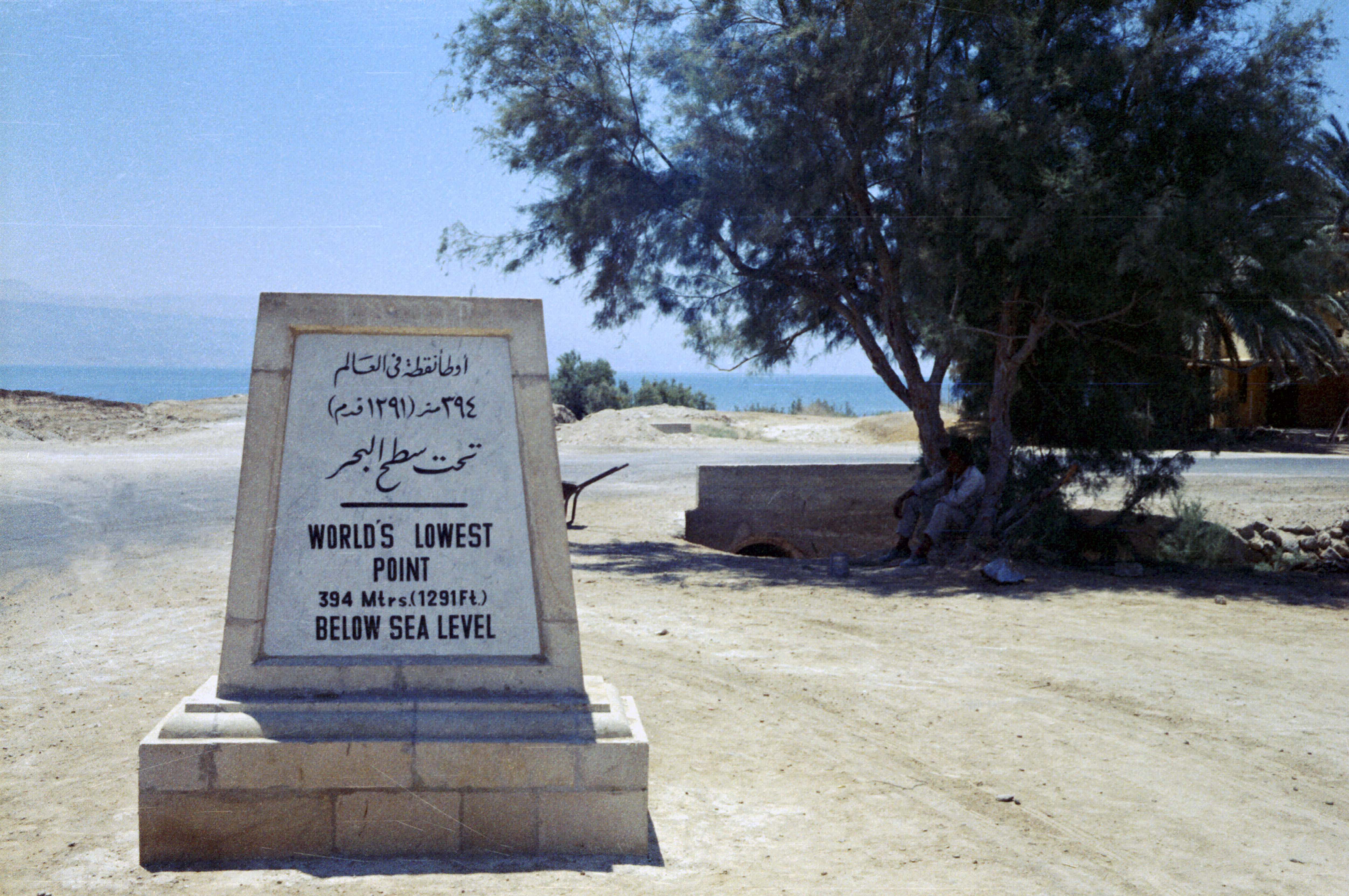
Cel mai jos punct de pe suprafața uscată a Pământului